# Mir (servidor gràfic)
Mir és un servidor gràfic per Linux desenvolupat per Canonical Ltd. L'objectiu de Mir és substituir l'X Window System a Ubuntu.